# Johann Friedrich Hahn (Lyriker)
Johann Friedrich Hahn (* 28. Dezember 1753 in Gießen; † 30. Mai 1779 in Zweibrücken) war ein deutscher Lyriker.

## Leben
Hahn, evg.-luth., studierte ab dem 22. April 1771 an der Universität in Göttingen Jura, dann Theologie. Dort war er am 12. September 1772 einer der Mitbegründer des Göttinger Hainbundes.
Seit seinem Studium war er als Vertrauter von Johann Heinrich Voß tätig. Wegen seiner deutsch-nationalen Gesinnung wurde er von diesem Teuthard genannt. 
Hahn wurde am 11. Mai 1774 zusammen mit Friedrich Leopold Graf zu Stolberg in der Loge Zu den drei Rosen in Hamburg als Freimaurer aufgenommen. Im Juni 1774 war er Mitgründer der Loge Zum goldenen Zirkel in Göttingen, wo er am 18. November 1774 zum Meister erhoben wurde.
Im Alter von 25 Jahren starb Johann Friedrich Hahn am 30. Mai 1779.

## Werke
- Gedichte und Briefe von Johann Friedrich Hahn. Gesammelt von Carl Redlich. In: Beiträge zur deutschen Philologie. Julius Zacher dargebracht als Festgabe zum 28. October 1879. Halle 1880, S. 246–266 (auch als Sonderdruck erschienen)